# Modernizam (književnost)
Modernizam (moderna) je naziv kojim povijest književnosti obuhvaća književni pravac koji se javlja u drugoj polovici 19. stoljeća te koji predstavlja dio šireg pokreta modernizma koji je zahvatio sve aspekte kulture u doba prijelaza iz 19. u 20. stoljeće.
U modernizmu se javljaju nove literarne težnje. Uzroci su zasićenje dotadašnjom književnošću (realizam i naturalizam) i pojava novih ideoloških i filozofskih struja, odnosno razmišljanja. Utemeljitelj je Henri Bergson koji tvrdi da „nesvjesno” u čovjeku uzrok svih pojava.
Sredinom 19. stoljeća u europskim književnostima posebice u proznoj produkciji, realizam je vrlo čvrsto ušao u sve pore umjetničkog stvaranja. No, kako to uvijek biva u povijesti književnosti, odmah se pojavljuju i klice novoga, modernijeg.
Iste godine, 1857., Gustave Flaubert objavljuje svoj roman Gospođa Bovary i Charles Baudelaire svoju pjesničku zbirku Cvjetovi zla. U književnopovijesnim prikazima Flauberta obično svrstavamo u vrhunce realizma, ali je Baudelaire svakako nagovijestio nov pristup poeziji. Treba imati na umu i činjenicu da je pjesničko stvaralaštvo u duhu realizma gotovo zanemarivo. Analogno tomu, u razdoblju modernizma dominantna je pjesnička produkcija.
U to vrijeme slabi dominacija pozitivističke filozofije, a sve više jačaju idealizam i metafizika. Ono „nesvjesno” u čovjeku postaje zanimljivo i filozofiji i umjetnosti. Pojavljuju se misticizam i spiritizam.
U modernističkim strujanjima dominantnu poziciju zauzela je francuska književnost. Poezija ovoga vremena zapravo je reakcija na romantičarsku poeziju (Alphonse de Lamartine, Alfred de Vigny, Victor Hugo) koja se kao književna moda ugasila sredinom 19. stoljeća.

„Romantika je nebeski i sotonski blagoslov, kojemu dugujemo vječne ožiljke”. Ta Baudelairova izreka točno odgovara činjenici da je romantika i na svom umoru stigmatizirala svoje sljedbenike. Oni se protiv nje bune, jer su u njezinoj vlasti. 
„Moderno je pjesništvo deromantizirana romantika.” —H. Friedrich
Pjesništvo tada dobiva sve češće pridjev moderno. Začetnik te riječi zapravo je sam Baudelaire. 
„Služi se njome 1859. godine, ispričava se zbog njezine novine, no ona mu je potrebna da se u pustinji velegrada vidi ne samo čovjekova propast, nego i da se nasluti dotad neotkrivena tajanstvena ljepota. To je onaj Baudelairov vlastiti problem, naime, kako da poezija bude moguća u komercijaliziranoj i tehniziranoj civilizaciji.” —H. Friedrich
Larpurlartizam je književna teorija (ne smatra se književnim pokretom). Nastao je u Francuskoj i pokrenuo ga je Théophile Gautier. On smatra da umjetnost treba biti samoj sebi cilj. Naziv dolazi od fraze l'art pour l'art, što u doslovnom prijevodu znači umjetnost radi umjetnosti. Larpurlartizam poriče društvene osnove i društvene funkcije umjetnosti, a time joj zapravo izmiče osnovni sadržaj. Osnovno je obilježje larpulartističke poezije savršena forma koja je sinonim za ljepotu, zatim impersonalnost i detaljiziranje pjesničkih slika.

## Pokreti unutar moderne:
Simbolizam se razvio ponajprije u francuskoj književnosti, a utemeljiteljem simbolizma se smatra Charles Baudelaire. Jezik simbolističkoga pjesništva je teško razumljiv. Pjesnici simbolizma njegovali su ideju „čistoga pjesništva”, u kojem ritam i zvuk stiha razbijaju svakodnevna značenja upotrijebljenih riječi, pretvarajući ih u simbole čije je značenje nedokučivo. Simbol predstavlja riječ s najmanje još jednim, a u pravilu i s više dodatnih značenja. Simbolom može postati svaka riječ čije se značenje može proširiti. Simbolizam je obilježen „kultom ljepote” i slijedi načelo umjetnost radi umjetnosti, odnosno larpurlartizam.
Parnas je naziv za pjesničku skupinu koja se okupila 1866. godine oko pjesničkog programa inovativnog u odnosu na realizam i naturalizam. Te godine su pjesnici parnasa kao što su Théophile Gautier, Charles Baudelaire i dr. objavili zbirku pjesama pod nazivom Savremeni parnas. U kasnjim izdanjima zbirke s istim naslovom njima će se još pridružiti Leconte de Lisle, koji postaje središnja figura skupine i još neki pjesnici. Pjesnici parnasa u svome pjesničkom programu polaze od larpurlartizma.
Impresionizam je umjetnički pokret unutar moderne koji je nastao u francuskoj krajem 19. stoljeća. Glavno mu je obilježje sklonost da se transformacija iskustva u umjetničkom izrazu povjeri u prvom redu intenzivnoj osjetilnosti. Za impresionizam su karakteristične male književne forme kao što su lirska pjesma, kraća pripovijetka i sl.

## Modernistička drama
Drama sredinom 19. stoljeća doživljava važan zaokret. Napuštaju se velike herojske tragike fabule u dramama, građanstvo i proleterijat zavladat će dramskim pričama, iako će još neka dramska djela nositi oznake romantičarske patetičnosti i besperspektivnosti.
Produbljuje se psihološka interpretacija. Mijenja se i scenski prostor.
Preteče moderne drame, Norvežanin Henrik Ibsen i Rus Anton Čehov stvaraju ono što bi bila paralela simbolističkoj poeziji — građansku simbolističku dramu. Danski filozof Søren Kierkegaard bio je temeljni poticaj za razvoj Ibsenove dramske tematike sukoba pojedinca s vladajućim društvom, ali i unutarnjih sukoba. U Ibsenovoj dramatici prvi put dolazi do izraza tragika našega vremena koja proizlazi iz razdovjenosti modernog čovjeka, gdje se istina sukobljava s istinom, jedna pravda s drugom pravdom, a ne kao do sada pravda protiv nepravde. Ne bori se čovjek samo protiv vanjskih sila nego se te sile sukobljuju u čovjeku. 